# 1490.
◄ | 14. stoljeće | 15. stoljeće | 16. stoljeće | ►
◄ | 1460-ih | 1470-ih | 1480-ih | 1490-ih | 1500-ih | 1510-ih | 1520-ih | ►
◄◄ | ◄ | 1487. | 1488. | 1489. | 1490. | 1491. | 1492. | 1493. | ► | ►►
Arhitektura • Astronomija • Glazba • Knjige • Književnost • Kršćanstvo • Medicina • Pravo • Promet • Slikarstvo • Znanost

## Smrti
- 6. travnja – Matija Korvin, hrvatsko-ugarski kralj (* 1443.)

## Vanjske poveznice
|  | Zajednički poslužitelj ima još gradiva o temi 1490. |